# Gammakamera

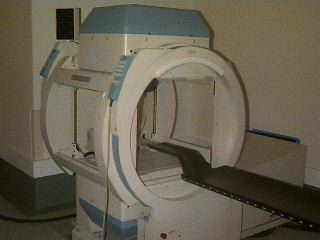
Gammakamera

Gammakamera används inom medicinsk bildgivning och kallas även scintigrafi. Det är en del av nuklearmedicinen eftersom man använder radioaktiva isotoper som sprutas in i blodbanan för att fästa sig på det området som skall undersökas. Detta är den stora skillnaden jämfört med en röntgenundersökning som genomlyser kroppen. Gammakameror finns även i tomografikameror såsom SPECT och PET

## Radioligander

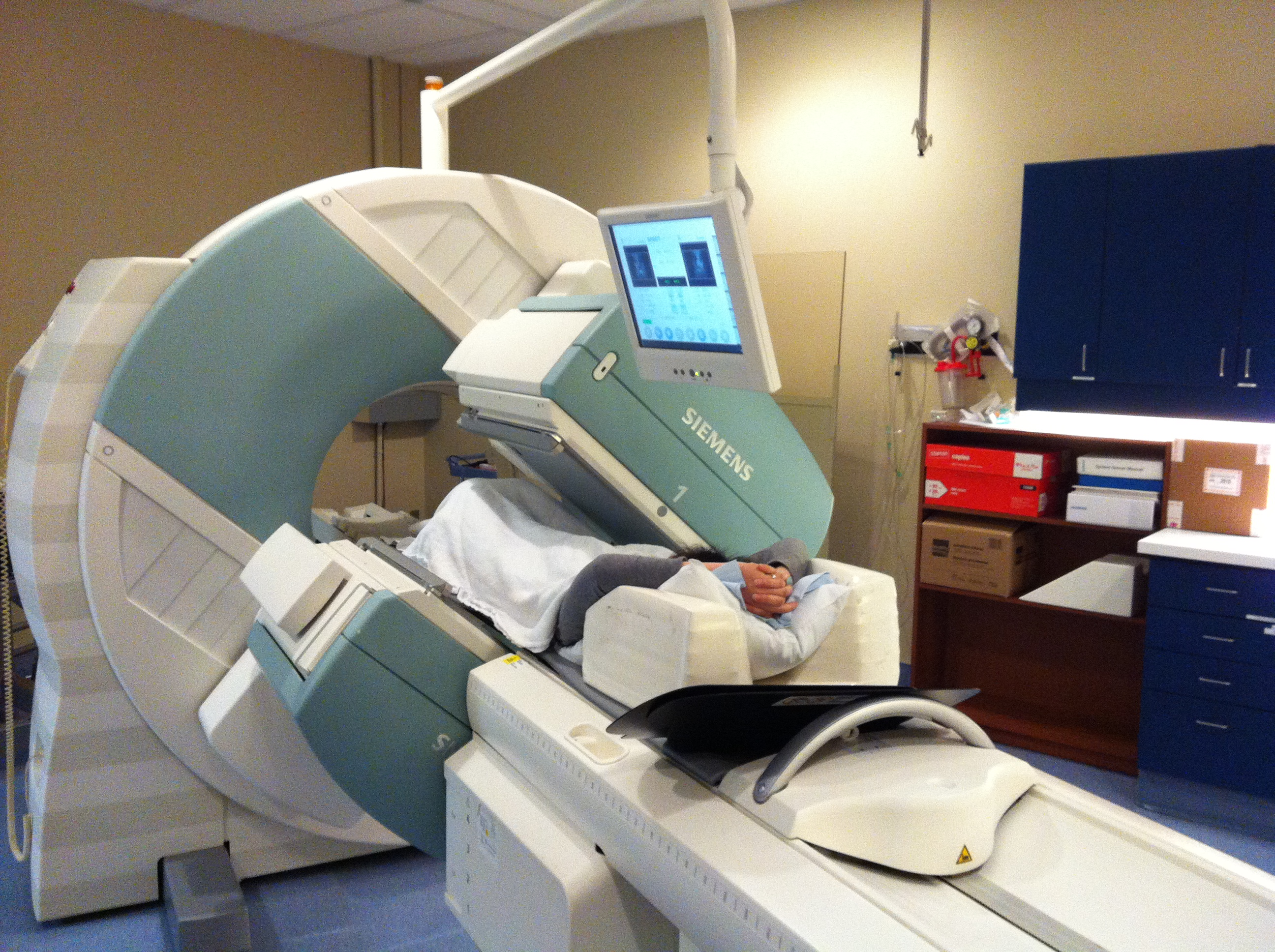
SPECT/CT, där SPECT-delen består av en gammakamera.

Genom att använda olika radioliganderer, det vill säga radioaktivt märkta ämnen, söker sig den märkta substansen till de områden som är av intresse. Vid till exempel Myokardskintigraﬁ använder man numera den radioaktiva isotopen teknetium-99m. Förut använde man tallium, men det gav högre stråldos och sämre kvalitet på bilderna.

## Bildkvalitet
År 2011 låg bildupplösningen på ca 1 till 1,5 cm, vilket gör att man inte kan se helt exakt var en tumör ligger. Radioliganderna lägger sig inte exakt jämnt över tumörerna vilket därför försvårar vid en behandling.

## Risker
Gammakameraundersökningar bör undvikas av gravida, ammande kvinnor och barn.